# Bad Homburger Kreuz
Das Bad Homburger Kreuz ist ein Autobahnkreuz in Hessen, das sich im Rhein-Main-Gebiet befindet. Hier kreuzt die Bundesautobahn 661 (Taunusschnellweg) die Bundesautobahn 5 (Hattenbacher Dreieck — Frankfurt am Main — Basel).

## Geographie
Das Bad Homburger Kreuz liegt auf der Stadtgrenze zwischen Bad Homburg vor der Höhe und Frankfurt am Main. Die nächstgelegenen Frankfurter Stadtteile sind Nieder-Eschbach, Kalbach-Riedberg und Bonames. Die umliegenden Städte und Gemeinden sind Oberursel, Karben und Bad Vilbel. Das Kreuz befindet sich etwa 10 km nördlich der Frankfurter Innenstadt und etwa 45 km südlich von Gießen, am Südostrand des Naturpark Taunus. Es trägt auf der A 5 die Nummer 17, auf der A 661 die Nummer 4.

## Ausbauzustand
Das Kreuz ist in Kleeblattform angelegt. Die A 5 ist im Kreuzbereich sechsstreifig ausgebaut, die A 661 ist auf vier Fahrstreifen befahrbar. Alle Überleitungen sind einstreifig. Die Beschleunigungsspur an der A 5 in Richtung Süden für den von Osten kommenden Verkehr führt wegen des häufigen Rückstaus in unüblicher Weise getrennt vom aus Westen kommenden Verkehr direkt auf die Richtungsfahrbahn. Die Beschleunigungs- und Verzögerungsspuren der A 661-Anschlussstellen Bad Homburg und Nieder-Eschbach gehen direkt in die jeweiligen Verteilerfahrbahnen des Homburger Kreuzes über. Bis zum Bau der Anschlussstelle Nieder-Eschbach im Jahr 2005 führten die Überleitungen von und zur A 5 direkt auf die Richtungsfahrbahnen der A 661; Im Zuge des Neubaus wurde dies geändert und pro Fahrtrichtung an der A 661 je eine abgetrennte Verteilerfahrbahn eingerichtet.
Im Zuge des achtstreifigen Ausbaus der A5 zwischen Nordwestkreuz und Friedberg ist auch ein weiterer Umbau des Bad Homburger Kreuzes, mit einer halbdirekten Rampe für die Relation Kassel - Offenbach, vorgesehen.

## Verkehrsaufkommen
Es ist einer der meistbefahrenen Straßenknotenpunkte Hessens mit etwa 209.000 Fahrzeugen pro Tag. 
| Von                    | Nach                                 | Durchschnittliche tägliche Verkehrsstärke | Durchschnittliche tägliche Verkehrsstärke | Durchschnittliche tägliche Verkehrsstärke | Anteil Schwerlastverkehr | Anteil Schwerlastverkehr | Anteil Schwerlastverkehr |
| Von                    | Nach                                 | 2005                                      | 2010                                      | 2015                                      | 2005                     | 2010                     | 2015                     |
| ---------------------- | ------------------------------------ | ----------------------------------------- | ----------------------------------------- | ----------------------------------------- | ------------------------ | ------------------------ | ------------------------ |
| AS Friedberg (A 5)     | Bad Homburger Kreuz                  | 130.000                                   | 114.600                                   | 113.400                                   | 10,0 %                   | 14,8 %                   | 12,0 %                   |
| Bad Homburger Kreuz    | Nordwestkreuz Frankfurt (A 5)        | 132.500                                   | 122.100                                   | 132.200                                   | 09,4 %                   | 09,8 %                   | 12,8 %                   |
| AS Bad Homburg (A 661) | Bad Homburger Kreuz                  | 096.000                                   | 078.100                                   | 082.500                                   | 02,8 %                   | 02,4 %                   | 02,7 %                   |
| Bad Homburger Kreuz    | AS Frankfurt-Nieder-Eschbach (A 661) | 075.600                                   | 085.400                                   | 089.100                                   | 05,2 %                   | 05,5 %                   | 05,4 %                   |